# Isole dell'arcipelago delle Fær Øer

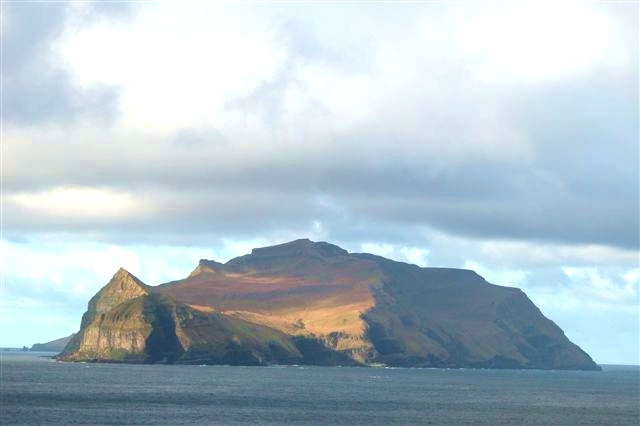
Mykines

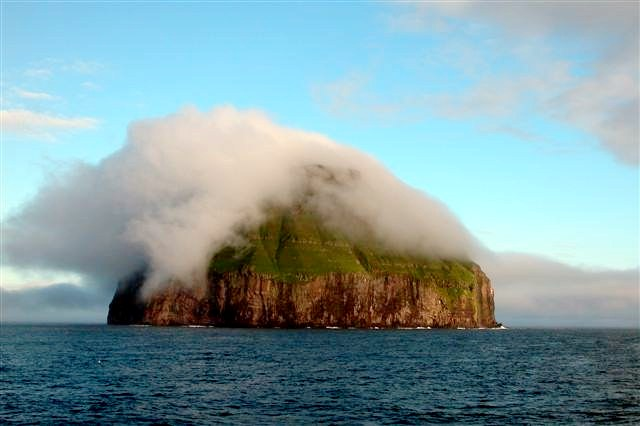
Lítla Dímun

Le Fær Øer sono un arcipelago composto da 18 isole situato tra il Mare del Nord e l'Oceano Atlantico. Solo una di queste isole, Lítla Dímun, è disabitata.
Nella tabella seguente è riportata l'estensione delle isole comprensiva delle acque interne 
| Nome        | Abitanti | Superficie (in km²) | Regione  |
| ----------- | -------- | ------------------- | -------- |
| Streymoy    | 21420    | 374,32              | Streymoy |
| Eysturoy    | 10586    | 286,08              | Eysturoy |
| Vágar       | 2782     | 177,16              | Vágar    |
| Suðuroy     | 5134     | 165,16              | Suðuroy  |
| Sandoy      | 1393     | 111,57              | Sandoy   |
| Borðoy      | 4977     | 94,51               | Norðoyar |
| Viðoy       | 617      | 40,69               | Norðoyar |
| Kunoy       | 134      | 35,26               | Norðoyar |
| Kalsoy      | 147      | 30,63               | Norðoyar |
| Svínoy      | 73       | 27,29               | Norðoyar |
| Fugloy      | 45       | 11,03               | Norðoyar |
| Nólsoy      | 268      | 10,32               | Streymoy |
| Mykines     | 21       | 10,14               | Vágar    |
| Skúvoy      | 57       | 9,88                | Sandoy   |
| Hestur      | 43       | 5,90                | Streymoy |
| Stóra Dímun | 5        | 2,63                | Sandoy   |
| Koltur      | 1        | 2,32                | Streymoy |
| Lítla Dímun | 0        | 0,84                | Sandoy   |